# Menophra pseudosagarraria
Menophra pseudosagarraria là một loài bướm đêm trong họ Geometridae.